# Jan Gürtler
Jan Gürtler (* 6. Februar 1970 in Halle (Saale)) ist ein deutscher Rollstuhl-Tischtennisspieler. Sein größter Erfolg war der zweite Platz bei der Weltmeisterschaft im Jahr 1998.

## Leben
In seinem siebten Lebensjahr stürzte Gürtler aus dem 8. Stock eines Hochhauses, die Folge war eine Querschnittlähmung. 1991 begann er seine Sportkarriere, zuerst mit regelmäßigen Training im Rollstuhl-Sportclub Berlin. Im Jahr 2005 wechselte er zum TSV Marienfelde. Inzwischen spielt Gürtler beim Lichtenrader SC.
Gürtler hat eine Ausbildung zum Diplom-Finanzwirt. Er ist verheiratet und hat zwei Söhne.

## Erfolge
Bei den Sommer-Paralympics 1996 gewann er mit der Mannschaft Bronze. 1998 gewann er WM-Silber im Einzelmatch, drei Jahre später gewann er EM-Bronze im Einzel, dies schaffte er im Jahre 2008 erneut. Er war mehrmaliger deutscher Meister, zuletzt 2025.
2011 gewann er mit seiner Mannschaft den EM-Titel.
Bei den Paralympics 2012 in London gewann er Silber im Team mit Thomas Schmidberger und Thomas Brüchle.
Für diesen Erfolg erhielt er am 7. November 2012 das Silberne Lorbeerblatt.
Gürtler nahm an den Paralympischen Spielen in Atlanta, Sydney, Athen, Peking, London und Rio de Janeiro teil.